# Lava acojinada

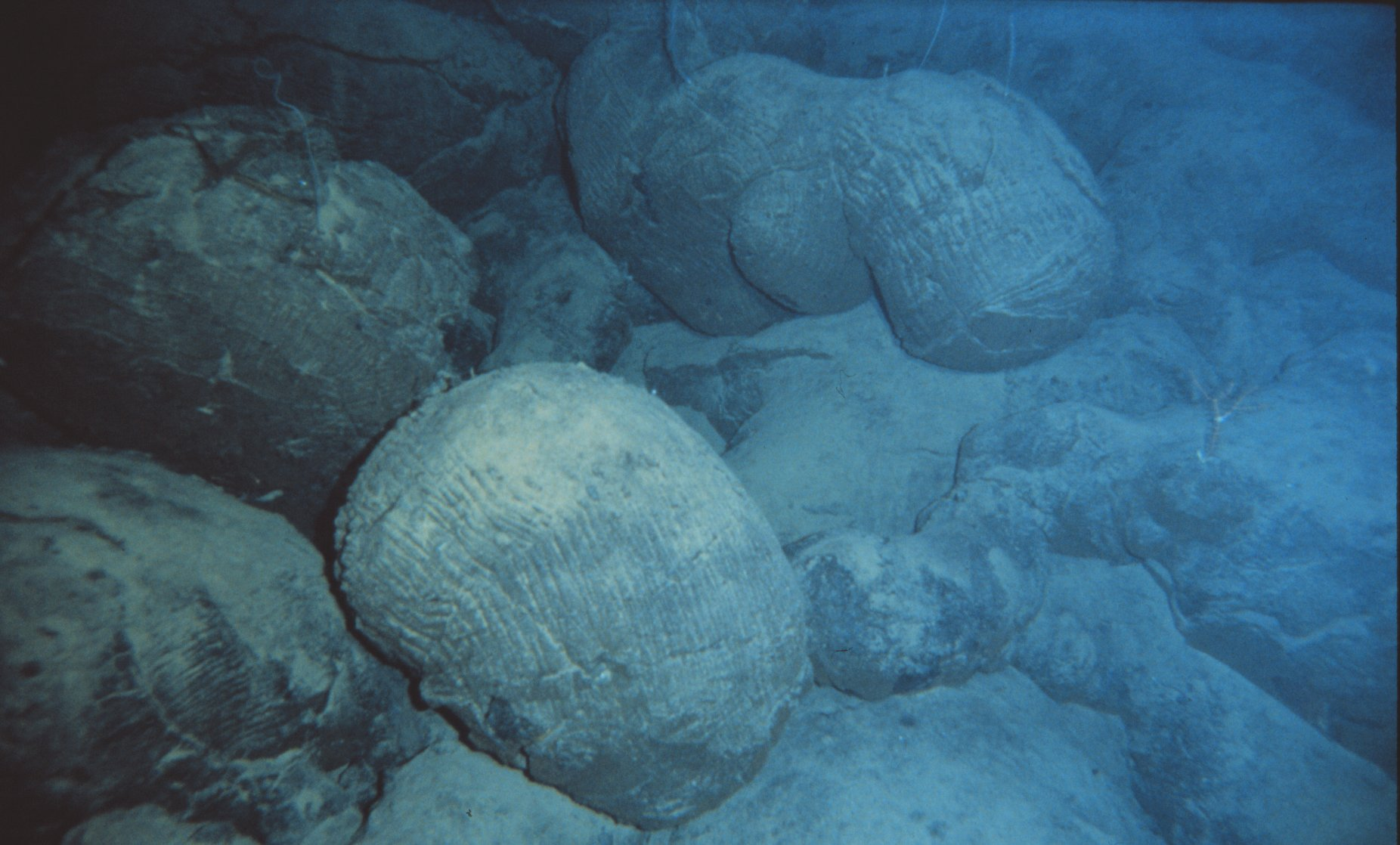
Lava acojinada recientemente formada en el mar a las afueras de Hawái

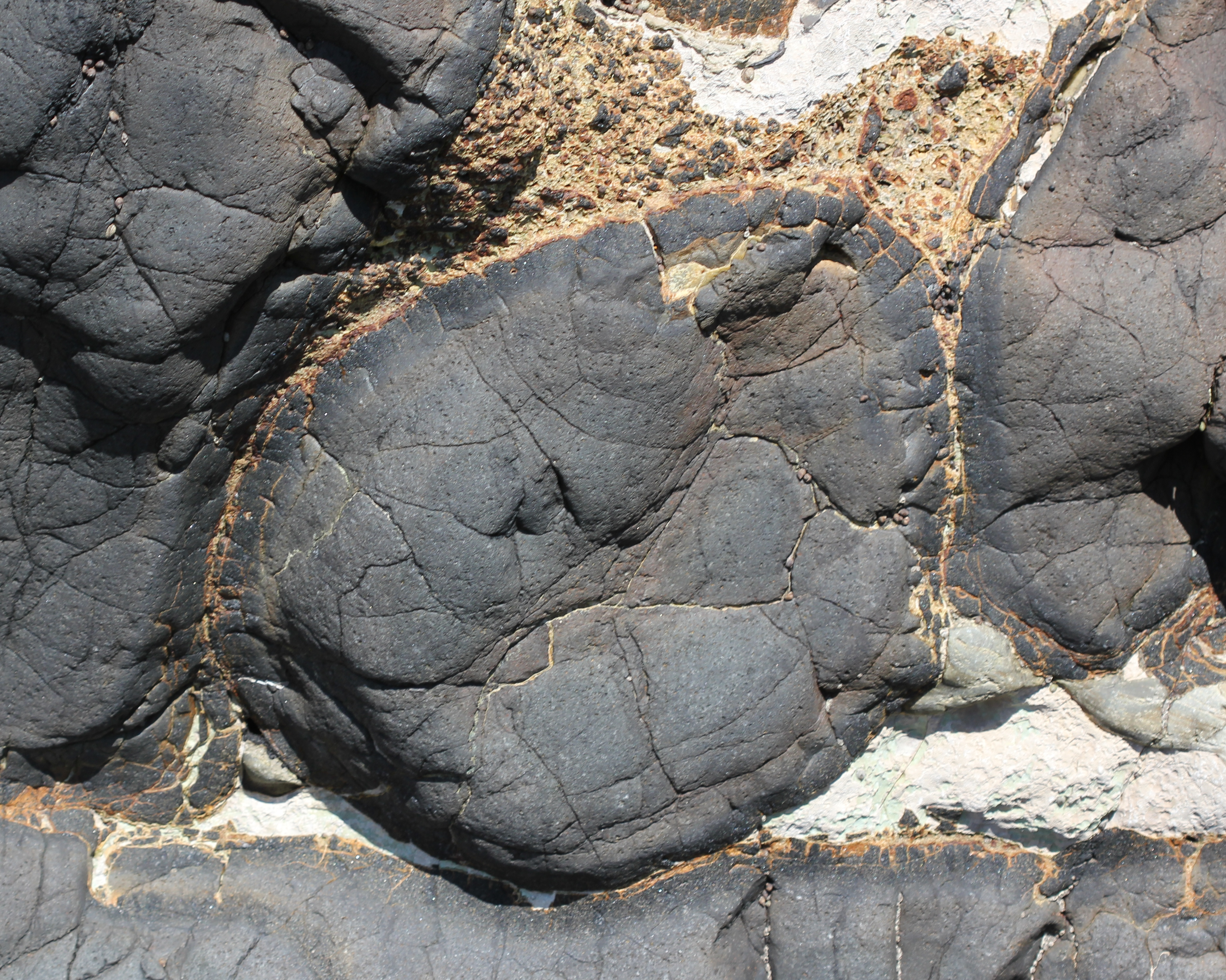
Perfil de lava acojinada en Oamaru, Nueva Zelanda

La lava acojinada o almohadillada es un tipo de lava que ocurre en forma de cojines o sacos que se forman cuando la lava es extruida al fondo de un océano, lago profundo o una cavidad llena de agua dentro de un glaciar. Las lavas acojinadas están compuestas comúnmente de basalto aunque se conocen "cojines" de komatita, picrita, boninita, andesita, andesita basáltica e incluso de dacita. Generalmente la composición afecta al tamaño de las almohadas, ya que modifica la viscosidad de la lava.

## Ocurrencia
Este fenómeno ocurre donde lavas intermedias o máficas son extruidas en el seno de agua, como por ejemplo una dorsal oceánica donde existe una cadena de volcanes expulsando lava al océano. La lava que sale al exterior se va convirtiendo en nueva corteza oceánica. Como la nueva corteza oceánica se forma continuamente, nuevas capas se van formando desde el centro de la dorsal, alimentando a los diques que descansan sobre la cámara magmática. Las lavas acojinadas y las formas de dique complejas forman parte de la clásica secuencia de ofiolita, que pueden observarse cuando un fragmento de corteza oceánica ha sido obducido sobre corteza continental.
La presencia de "cojínes de lava" en los restos más antiguos de volcanes que tenemos en la Tierra (Cinturón supracortical de Isua y el cinturón de Barberton) confirma la presencia de grandes cuerpos de agua sobre la superficie de la Tierra en el Eón Arcaico. Generalmente las lavas acojinadas son usadas para confirmar vulcanismo subacuático en los cinturones metamórficos.
Las lavas almohadilladas también se pueden asociar a volcanes subglaciares en las primeras etapas de una erupción.
En España se pueden observar en el Barranco de Las Angustias en la Isla La Palma, Canarias, y zonas del País Vasco.

## Formación
Las lavas acojinadas se crean cuando el magma alcanza la superficie pero, debido a la enorme diferencia de temperatura entre la lava y el agua, la superficie de la lengua emergente se enfría muy rápido, formando una piel. La lengua continúa creciendo e inflándose con más lava, formando un lóbulo, hasta que la presión del magma se vuelve suficiente para romper la piel y comenzar de nuevo con la formación de otro lóbulo. El proceso produce una serie de figuras en forma de lóbulo. La piel se enfría mucho más rápido que el interior, de ahí, su grano muy fino, con una textura cristalina. El magma del interior se enfría mucho más lentamente, lo que aumenta el tamaño de los granos hacia el interior.